# David Duquesnoy
David Duquesnoy est un athlète français, né à Roubaix le 16 juillet 1977, adepte de la course d'ultrafond et champion de France des 100 km en 2016.

## Biographie
David Duquesnoy est champion de France des 100 km de la Somme en 2016,,. En 2017, il remporte les 100 km de Vendée en 7 h 24 min 50 s,. En 2018, il devient champion de France master de marathon avec un temps de 2 h 25 min 56 s,.

## Records personnels
Statistiques de David Duquesnoy d'après la Fédération française d'athlétisme (FFA) et la Deutsche Ultramarathon-Vereinigung (DUV) :
- 1 500 m : 4 min 9 s 02 en 2012
- 3 000 m : 8 min 42 s 12 en 2016
- 3 000 m salle : 8 min 47 s 28 en 2016
- 5 000 m : 14 min 47 s 01 en 2012
- 10 000 m : 31 min 42 s 00 en 2014
- 10 km route : 30 min 38 s en 2012
- 15 km route : 49 min 37 s en 2013
- Semi-marathon : 1 h 8 min 7 s en 2015
- Marathon : 2 h 18 min 22 s au marathon de Rotterdam en 2017[9]
- 100 km route : 7 h 4 min 3 s aux championnats de France des 100 km de la Somme en 2016